# Daniele Pietropolli
Daniele Pietropolli (født 11. juli 1980) er en italiensk tidligere professionel cykelrytter.